# Halurgia aurorina
Halurgia aurorina là một loài bướm đêm thuộc phân họ Arctiinae, họ Erebidae.